# Novembre 1941
Les événements concernant la Seconde Guerre mondiale sont détaillés dans l'article Novembre 1941 (Seconde Guerre mondiale).

## Événements
- 4 novembre : création du mouvement de résistance Combat qui réunit le Mouvement de libération nationale et le mouvement Liberté.
- 7 novembre : ouverture du premier Salon des moins de trente ans créé par Virginie Bianchini (1896-1985) à la Galerie Royale à Paris, accueillant notamment Lucien Fontanarosa, Pierre Lesieur, Michel Patrix, Robert Savary et Maurice Verdier. La manifestation prendra plus tard les noms de Salon des jeunes peintres, puis, définitivement en 1953, de Salon de la Jeune Peinture.
- 16 novembre : Le Special Air Service (SAS) par David Stirling effectue sa première opération.

- 19 novembre - 17 décembre : opération Crusader à la frontière lybio-égyptienne.

- 20 novembre : Weygand est rappelé d'Afrique sur injonction de l'Allemagne.

- 21 novembre : attentat à Paris contre la Librairie Rive Gauche signé par des résistants communistes.

- 22 novembre : le Royaume-Uni envoie un ultimatum à Finlande lui laissant le choix entre finir la guerre contre l’URSS ou affronter les Alliés.

- 23 novembre :
  - À Auschwitz, première utilisation des chambres à gaz pour tuer des Juifs.
  - Des unités américaines s’emparent de la Guyane néerlandaise (avec l’accord du gouvernement néerlandais).

- 25 novembre : prise d’Uzice par les Allemands, les partisans sont chassés de Serbie.

- 26 novembre :
  - fin du siège de Tobrouk par l'Afrika Korps;
  - les États-Unis et l'empire du Japon projettent une déclaration commune assurant que « les deux pays n’ont aucune visée territoriale » dans le Pacifique.

- 27 novembre : déchéance des parlementaires français de confession juive.

- 28 novembre : le mufti de Jérusalem Amin al-Husseini rencontre Hitler en Allemagne. Il propose à l’Allemagne une coopération militaire et politique (création d’une légion arabe). Hitler se dit opposé au Foyer national Juif en Palestine et évoque à mots couverts l’extension de la solution finale hors d’Europe. Il promet une aide matérielle aux Arabes mais exclut toute intervention militaire au Moyen-Orient, sa priorité étant le front de l’Est. Il ne veut pas s’engager sur la Syrie et le Liban de crainte de renforcer les mouvements de résistance en France.
  - En dépit des appels répétés du mufti, les Arabes de Palestine refusent de se révolter contre la présence britannique et à partir de 1942 les nationalistes restés sur place se tournent vers les États-Unis.

- 29 novembre : l’armée soviétique libère Rostov-sur-le-Don.

## Naissances
- 3 novembre : Jean-Paul Costa, haut fonctionnaire français († 27 avril 2023).
- 5 novembre : Arthur Garfunkel, chanteur, membre du duo Simon et Garfunkel.
- 7 novembre : Angelo Scola, cardinal italien, patriarche de Venise.
- 17 novembre : Antoine de Margerie, peintre français († 9 février 2005).
- 19 novembre : Leïla Sebbar, écrivaine franco-algérienne.
- 22 novembre : Jesse Colin Young, chanteur et guitariste américain († 16 mars 2025).
- 25 novembre : Jean-Michel di Falco, évêque catholique français, évêque de Gap.
- 28 novembre : 
  - Laura Antonelli, actrice italienne († 22 juin 2015).
  - Maaouiya Ould Sid'Ahmed Taya, Homme d'État mauritanien et ancien premier ministre et président de la Mauritanie.
- 29 novembre : Jody Miller, chanteuse américaine († 6 octobre 2022).

## Décès
- 6 novembre : Maurice Leblanc, écrivain français, créateur d'Arsène Lupin (° 11 décembre 1864).
- 8 novembre : Gaetano Mosca, sociologue, philosophe, journaliste et homme politique italien (° 1er avril 1858).
- 12 novembre : Leo Graetz, physicien allemand (° 26 septembre 1856).
- 18 novembre : Émile Nelligan, poète québécois (° 24 décembre 1879).
- 22 novembre : Newton Wesley Rowell, chef du Parti libéral de l'Ontario.
- 26 novembre : Ernest Lapointe, homme politique canadien.